# Ludwig Georg Winter
Pour les articles homonymes, voir Winter.
Ludwig Georg Winter, né le 18 janvier 1778 à Elzach-Prechtal et mort le 27 mars 1838 à Karlsruhe, est un homme politique badois. Il est ministre d'État du grand-duché de Bade de 1833 à 1838.

## Biographie
En 1815, Winter entre comme conseiller (de) au ministère de l'Intérieur du grand-duché de Bade. Il devient ministre de l'Intérieur en 1930, puis il dirige les affaires gouvernementales badoises en tant que ministre d'État de 1833 à 1838.
Il est à l'origine des réformes économiques et politiques libérales adoptées en Bade à cette époque, dont l'introduction de la liberté économique, la publicité des tribunaux de jurés, l'abolition de la dîme en 1822, l'organisation communale du grand-duché et les lois garantissant la liberté de la presse en 1831. Il promeut également de nouvelles infrastructures de transport, notamment la correction du Rhin Supérieur, l'expansion du port de Mannheim (en) et du réseau routier, et la construction du réseau ferroviaire.
En 1830, Winter est décoré de la grand-croix de l'ordre du Lion de Zaeringen.
Winter meurt d'un accident vasculaire cérébral le 27 mars 1838. La veille de son décès, il a clos la session extraordinaire de la Diète qui a approuvé la création de la ligne principale de Bade (en).
En 1855, un monument réalisé par Franz Xaver Reich (de) et Friedrich Theodor Fischer (de) est érigé en l'honneur de Ludwig Georg Winter sur la Ettlinger-Tor-Platz de Karlsruhe. La statue est déplacée au petit bois de Beiertheim (Beiertheimer Wäldchen) en 1964.

## Mariage et descendance
Winter est le beau-frère du ministre de l'Intérieur badois Karl Friedrich Nebenius (de), avec qui il collabore beaucoup dans le domaine politique. Il épouse la sœur de Nebenius, Adelheid Franziska Wilhelmine Nebenius (1798, Malsberg-1870, Karlsruhe). Ils ont une fille, Adelheid, qui épousera le général Götz.